# Bromure de fer(III)
Le bromure de fer(III), également appelé bromure ferrique, est un sel de fer de formule chimique FeBr3. C'est un cristal ionique constitué d'ions fer III (Fe3+) et d'ions bromure (Br−). Il se présente sous la forme d'un solide de couleur brun-rouge, inodore. Il forme par dissolution dans l'eau une solution acide.
Le bromure de fer(III) anhydre est un acide de Lewis, utilisé comme catalyseur dans l'halogénation des composés aromatiques.